# Indice rouge à lèvres

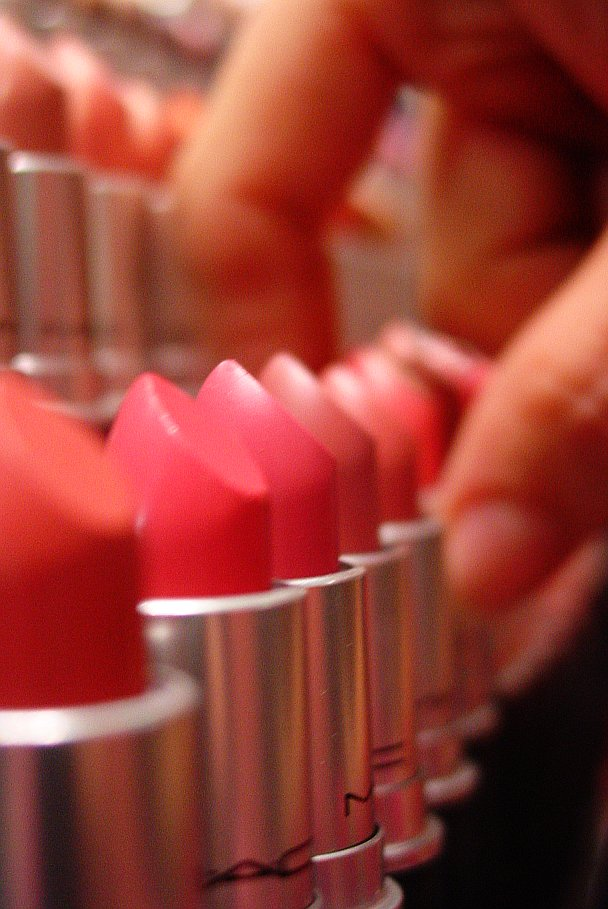
Ventes de rouge à lèvres : un indice pertinent ?

L'indice rouge à lèvres, ou en anglais lipstick index, est un concept inventé et défendu par Leonard Lauder (en), président du conseil d'administration d'Estée Lauder, une firme de cosmétiques. Il est censé établir une corrélation inverse entre les ventes de rouge à lèvres et le niveau d'activité économique.

## Apparition de l'indice
Lauder, constatant une augmentation des ventes de sa société au début des années 2000, malgré la récession liée à l'explosion de la bulle Internet, a affirmé que les ventes de rouge à lèvres pourraient constituer un indicateur économique, les achats de produits cosmétiques — et de rouge à lèvres en particulier — ayant tendance à être inversement corrélés à la santé économique. L'idée sous-jacente était que les femmes, ayant un pouvoir d'achat réduit, remplaçaient les achats plus coûteux, tels que robes, chaussures et autres cosmétiques, par un achat de rouge à lèvres (à un coût raisonnable) en temps de crise économique.
Au vu de cette augmentation, Leonard Lauder avait validé son hypothèse en étudiant l'évolution des chiffres de ventes correspondant à la Grande Dépression de 1929.

## Invalidation
La récession de 2008 a remis en cause la validité de cette théorie, puisque sur l'année, les ventes du secteur chutaient significativement tandis que l'activité économique se réduisait, conduisant la société Estée Lauder à mettre en œuvre un plan de licenciement de 2 000 personnes. Ce qui ne l'avait pas empêché de faire part d'une hausse de son chiffre d'affaires du troisième trimestre, en invoquant cet indice.  Inversement, les ventes du rouge à lèvres ont connu une croissance durant les périodes d'activité économique accrue. En conséquence, l'indice de rouge à lèvres a été discrédité comme indicateur économique. L'augmentation des ventes de cosmétiques en 2001 a depuis été attribuée par le NPD Group, une société de marketing spécialisée, à l'intérêt généré par l'apparition de nouveaux produits, promus par des célébrités.  

## Légende urbaine
Cependant cette idée persiste, et est régulièrement utilisée sous l'influence de la société de marketing NPD Group, lorsqu'un accroissement des ventes, même ponctuel, est constaté dans un segment du secteur des cosmétiques. Il est également utilisé par des acteurs affichant des objectifs culturels. 

## Effets similaires
Dans les années 2010, de nombreux médias ont rapporté qu'avec l'essor du nail art comme effet de mode, le rouge à lèvres avait cédé sa place au vernis à ongles en tant que principal plaisir abordable auquel recourent les femmes pour remplacer sacs et chaussures en période de récession, ce qui a conduit à parler d'un nail polish index (« indice vernis à ongles »),,.
Une idée similaire est apparue pendant la pandémie de Covid-19, quand le port du masque facial, rendu obligatoire pour limiter la propagation de la maladie, a entraîné une augmentation des ventes de maquillage pour les yeux, seule partie du visage encore visible, notamment de mascara, suggérant un mascara index (« index mascara »).